# Campamento de Baqa'a
El campamento de refugiados de Baqa'a (en árabe: البقعة‎), creado en 1968, es un campamento de refugiados palestinos ubicado a 20 kilómetros al norte de la capital jordana Amán, hogar de unos 119.000 refugiados palestinos registrados como tales por las Naciones Unidas. Es el mayor campo de refugiados de Jordania.

## Historia
Baqa'a fue uno de los seis "campamentos de emergencia" establecidos en Jordania en 1968 para alojar a los palestinos que huyeron de Cisjordania y Franja deGaza durante la Guerra de los Seis Días de 1967. Los refugiados del campamento provienen de las localidades palestinas de Ajour, Beit Mahseer, Al Jaftelek, Faloujeh, Beir Sheba, Abbasiya, Jericó, Someil y una serie de pequeñas aldeas. Entre junio de 1967 y febrero de 1968, los refugiados fueron emplazados en campamentos provisionales en el Valle del Jordán, pero el incremento de operaciones militares en la zona les obligó a volver a trasladarse. En el momento de su establecimiento, el campamento de Baqa'a tenía 5.000 tiendas de campaña para unos 26 000 refugiados en una área de aproximadamente 1,4 kilómetros cuadrados. Las condiciones de vida eran extremadamente duras, como lo refleja la narración de una refugiada del campamento:

"Vivíamos en una tienda en la que el agua corría bajo nuestros pies. Teníamos que buscar bloques de cemento y madera para elevar el suelo. Solíamos caminar por caminos embarrados. Había goteras en la tienda todo el tiempo y no teníamos baños privados. Había instalaciones públicas -un baño para cada sector del campamento- que eran usadas tanto por hombres como por mujeres. (...) El baño tenía un agujero en el suelo. Eso era todo. Para conseguir agua andábamos dos o tres kilómetros hasta una ubicación en el centro del campamento y luego la traíamos de vuelta a la tienda. Para traer suficiente agua teníamos que levantarnos muy temprano, sobre las 4 de la madrugada, para ser las primeras de la fila. Fueron años miserables. No teníamos espacio ni privacidad."

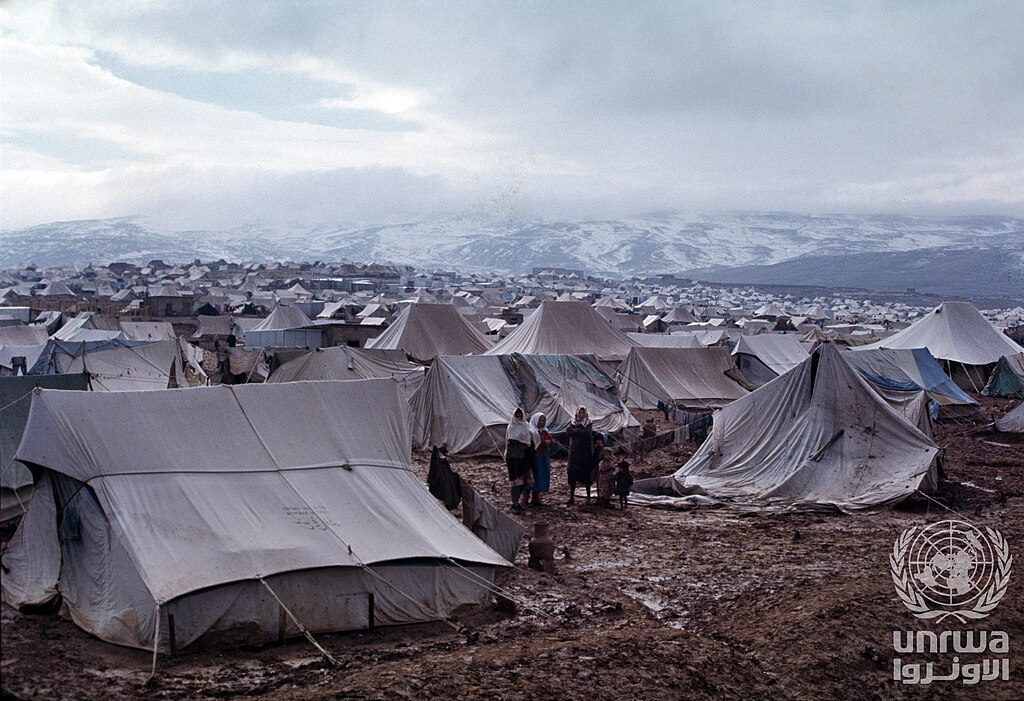
Mujeres y niños frente a las tiendas de campaña del recién creado campamento de Baqa'a (1967)

UNRWA reemplazó las tiendas por 8.048 refugios prefabricadas entre 1969 y 1971 gracias a las contribuciones económicas de Alemania. Desde entonces, la mayoría de los residentes han reemplazado por su cuenta las tiendas o los refugios prefabricados por casas de cemento.
En junio de 2016, cinco miembros de una oficina de la inteligencia jordana en el campamento de Baqa'a fueron asesinados; en concreto, se trataba de tres agentes de inteligencia, un guardia y un recepcionista. El ministro jordano de relaciones con los medios, Mohammed al-Momani, afirmó que se trataba de un "comportamiento criminal de gente que está fuera de nuestra religión", aunque no ahondó más en detalles.
Actualmente, el de Baqa'a es el tercer campamento de refugiados más pobre de Jordania, con un 32% de su población por debajo del umbral de la pobreza jordano, ya de por sí bajo. A su vez, es el segundo campamento con mayor tasa de desempleo, calculada en un 17% en 2013. Las tasas de criminalidad son altas y los refugiados del campamento se quejan de la discriminación por parte de las autoridades jordanas.

## Instalaciones
Durante el año académico 2003-2004, las 16 escuelas del campamento tenían matriculados a 16.718 estudiantes, contando con 493 trabajadores asalariados de la enseñanza, con cada una de las ocho escuelas trabajando a doble turno. UNRWA también gestiona una clínica general que fue reconstruida y ampliada en 2016 y dos clínicas madre-hijo, que conjuntamente tratan alrededor de 1.200 pacientes diarios, y que emplean a 12 doctores, 2 dentistas y 57 enfermeros y ayudantes. También hay una guardería y una enfermería financiadas por UNRWA. Dos programas de educación para las mujeres imparten cursos de costura, peluquería, informática, internet, ejercicio, inglés, asesoría legal y artesanía. Además, hay dos clubs deportivos y 17 organizaciones benéficas operan en el campamento.
El campamento alberga un mercado conocido como Souq Al-Hal-lal, donde los residentes pueden ganarse algún dinero vendiendo piezas de artesanía o comida, aunque muchos se ganan la vida viajando en autobús a Amán, donde trabajan como limpiadores o empleados de mantenimiento.